# 魔神転生
魔神転生（まじんてんせい）は、アトラスより発売されているSRPGのシリーズ作品。『女神転生』シリーズの派生作品。

## 魔神転生
『魔神転生』（まじんてんせい）は、1994年1月28日に発売されたスーパーファミコン用ソフト。また、2006年3月14日から2011年3月11日までi-revoにてWindows用のレンタルおよびダウンロード販売が行われていた。

### Iのシステム
ターン制のシミュレーションRPG。最初に味方が行動し（プレイヤーターン）、味方が行動し終わったら敵のターンに移り変わる（エネミーターン）。基本的に人間ユニットが倒されると敗北、敵を全滅あるいはボスを倒せばステージクリアという勝利条件になっている。
悪魔
悪魔は大きく分けると、合体のみで出現する種族、会話できる種族、敵専用種族の3つに分類される。したがって戦闘で出現する種族は後者の2種族である。敵専用種族は会話ができないうえに合体でも出現しない。
敵ユニットは赤色で表示される。会話できる種族は中立で出現することがあり、その場合黄色で表示される（ちなみに味方ユニットは青色）。戦闘マップに中立ユニットがいる場合、中立ユニットのターンがある（ニュートラルターン）。中立ユニットはしばしば敵ユニットから攻撃対象となる。
悪魔には固定のレベルのほかに8段階の戦闘クラスがある。経験値がたまるとクラスアップし、戦闘時の能力が上昇する。また、戦闘クラスにはヒーローやヒロインで言うところのレベルに該当する側面もあり、獲得経験値が左右され、特技の習得にも影響する。しかしパラメーターに変化はない（敵ユニットもクラスアップする）。
仲魔システム
会話できる種族は、会話によって主人公の仲魔（ナカマ）にすることができる。主人公の持つコンピュータで「はなす」コマンドを入力すると、隣接する敵悪魔と会話を行うことができ、上手くいけば味方にすることができる。ただし、敵ユニットが会話に応じてくれるかどうかは確率であり、月齢が新月（NEW MOON）の時に80％の確率で応じてくれるが、月齢が大きくなるごとに10％ずつ減っていき、満月（FULL MOON）の時は0％となって会話にならない。これに対し、中立ユニットは満月時でも月齢に関係なく会話できる。
女神転生シリーズでは1種類の悪魔は1体しか仲魔にできないが、本作では同じ種族の悪魔を複数仲魔にすることも可能。例えば主人公は初期状態で1体のオルトロスと2体のピクシーを仲魔にしている。
ヒーローだけでなく、ヒロインも魔法「サバトマ」で召喚できる。
仲間を召喚するさいにマッカが必要であり、また仲魔を1マス移動させるごとにCP（抗体ポイント）分のマグネタイトが消費される。マグネタイトがなくなると1マス移動させるごとにCP分のダメージを受ける。
悪魔合体
シナリオを進めると主人公は「邪教の館」で悪魔合体の技法を学ぶ。このイベントを終えると、以降は戦闘マップ上で複数の悪魔ユニットを重ね合わせることで悪魔を合体させ、新たな悪魔を作り出すことができる。戦闘マップでなくとも、全体マップ上の「邪教の館」にて悪魔合体を行うこともできる。他の女神転生シリーズに存在する3身合体、精霊合体はない。
一部の上位悪魔はイベントで仲魔になった後に合体可能となる（合体解禁）。
まれに敵ユニット同士がこのシステムを用いて合体し、別の悪魔になることもある。
特技
仲魔のうち、合体のみで出現する悪魔に限りクラスアップすると1～2の特技を習得する（4の倍数へのクラスアップ時）。特技は一度使用すると次の満月まで使用できなくなるが、特技による攻撃は魔法系、物理系を問わず反撃を受けない。合体による継承が可能なので、多数の特技を集めた仲魔をつくると戦闘で有利になる。
その他
戦闘マップにある魔法陣「ジェネレーター」から敵ユニットが出現する（ジェネレーター四方に最大4体）。出現を止めるには味方ユニットをジェネレーターの上に移動させる必要がある。
ヒロインの魔法「トラエスト」あるいはアイテム「えんまくだん」で戦闘マップから脱出できる。トラエストで脱出した場合、マッカを半分落としてしまう。
ダンジョンのみ、クリア後も繰り返しプレイできる。
パッドリセットあり。
魔神転生では悪魔にも経験値が入るが、これはこれまでのシリーズになかった特徴である。
結末は、マルチエンディングである。
特定の技がゲームバランスを崩すほど強力であり、そのためゲーム評論界隈での評価は比較的低い。

### Iのストーリー
1990年代末より起こった民族紛争は世界規模に発展した。それから数十年後の202X年。NIEDER TOKYO D-03地区に住む少年の元に謎のメッセージと共に「悪魔召喚プログラム」が送られてくる。時を同じくして出現した無数の悪魔たち…。少年はCOMPに召喚プログラムをインストールし、悪魔との戦いへと身を投じて行く。

### Iの登場人物
ヒーロー（デフォルト名なし）
本作の主人公。パソコン通信によって、偶然、「悪魔召喚プログラム」を手に入れた少年。亡き父はコンピュータエンジニアだった。
ヒロイン（デフォルト名なし）
人体実験が行われているという、佐田研究所で出会った記憶喪失の少女。
エティエンヌ・アルフォンス・ラ・フレーシュ
天才と呼ばれるフランス人の少年。単身で悪魔を倒そうとしていて、主人公にもアドバイスをくれる。彼の正体は実は天使ウリエルで、後に主人公の仲魔になる（ただし南一輝と選択、仲魔にしないことも可能）。
南 一輝（みなみ いっき）
自衛隊の一等陸佐。悪魔討伐部隊の指揮をしている。後に主人公の仲間になる。彼の正体は実は鬼神増長天で、後に主人公の仲魔になる（ただしエティエンヌと選択、仲魔にしないことも可能）。
イザナミ
とある場所で出会える女神。イザナミに会った場合のみ、エティエンヌと南一輝を同時に仲間にできる。またこの場合、後にイザナミ自身も仲魔になってくれる。
氷川神社の神主
氷川神社に暗躍する魔王モロクに頭を悩ませている。ストーリーに関わるアイテムの一つを所持している。
日本太政威徳天（にほんだじょういとくてん）
日本から魔界の天神島に移ってきた、神の如き力を秘める聡明なる貴人。魔界に来た当初は理性を失っていたが、ある人物の力で正気を取り戻したという。ストーリーに関わる人物の一人。
イシス
魔界の何処かに封印されている女神。魔王アスタロトとは何らかの深い因縁があるらしい。
クシティ・ガルバ
魔界にて死に往く悪魔たちを見守る女神。無益な争いを嫌う。
TAKEUCHI
悪魔召喚プログラムの製作者。今回の事態を見越して主人公らに悪魔召喚プログラムを送った謎の人物。

### Iのスタッフ
- プロデューサー - 横山秀幸、新野洋右
- チーフディレクター - 三島憲一
- COディレクター - 八巻良和、井手隆之
- シナリオライター - 礒貝正吾、高橋万葉
- プログラマー - 小林正浩、迎一彌、高木秀俊、國枝剛、佐藤雅実、うちたによしひろ
- アートディレクター - 金子一広、齋藤明宏、丸山誠司
- グラフィックデザイナー - 村野嘉泰、こやまゆういち、やまぐちはつみ、青木裕子、大津千秋、石井宣緒、中村伸正、安部卓、大野聡、佐藤勝広、池永美奈子
- イラストレーター - 堀口昌男、瀧野講司
- サウンドクリエイター - 青木秀仁

## 魔神転生II SPIRAL NEMESIS
『魔神転生II SPIRAL NEMESIS』（まじんてんせい2 スパイラル ネメシス）は、1995年2月19日に発売されたスーパーファミコン用ソフト。「魔神転生」同様に2006年5月11日から2011年3月31日までi-revoにてWindows用のレンタルおよびダウンロード販売が行われていた。

### IIのストーリー
物語の舞台は1995年の東京。突如未来から来た男により、東京は悪魔に支配される。1年後、悪魔と戦う組織「パルチザン」のメンバーになった主人公らは、悪魔らと戦うことに。戦いの中で裏で糸を引く代行者たちの存在や、人間の未来を守るために戦う者たちの思いが明かされていく。誰につき、誰と戦うのか。選択の時は迫る。

### IIの登場人物
武内 ナオキ（たけうち ナオキ）
本作の主人公。緑色のコートがトレードマークの大学院生。両親は科学者で非常に研究熱心なため、家になかなか帰ってこない。その影響で科学者不信であるが、両親の仕事柄上、コンピュータには強い。緊急回線で両親の事故死を伝えられ、その真相を究明するために、カオル率いるパルチザンに身を投じることに。「悪魔召喚プログラムDIO」（以下DIOと表記する）を使うことができる。
橘 薫（たちばな かおる）
パルチザンのリーダー。黒いブルゾンの青年。非常に負けず嫌いな性格。両親は小さい頃に離婚し、父親に引き取られる。しかし、父親は仕事も家庭も省みなかったため、高校卒業後は父親の花屋の経営を引き受けている。DIOを使うことはできないが、後に攻撃魔法を使うことができるようになる。人間で唯一、間接攻撃武器が使えない。また、魔法を使えるようになったのにはとある悪魔が関わっているらしい。
菊地 智晴（きくち ともはる）
パルチザンメンバー。悪魔軍団侵攻時、カオルに命を助けられ、以後カオルと行動を共にする。カオルとともにパルチザンを結成し、悪魔と戦うかたわら行方不明になった妹を探している。大学では高校まで続けていたバスケを辞めて、遊んでいたため留年している。ナオキと同じく、イベントの後にDIOを使うことができるようになる。初期能力値では速さが高く、弓系の武器を得意とする。
菊地 彩耶（きくち あや）
トモハルの妹。大学生で、天真爛漫という言葉がぴったりの女の子。たまたま遊びに行ったところで悪魔の侵攻により、家に帰れなくなる。DIOを使うことはできないが、とあるイベントの後に回復魔法を覚えていく。攻撃魔法も覚えるが、カオルほど強い魔法は覚えない。
荻原 将清（おぎわら まさきよ）
ストーリー冒頭で東京を制圧した悪魔軍団のリーダー。白い背広の上にコートを着ている。冷静かつ頭が切れ、目的のためには手段を選ばない。なぜ、東京を制圧したのかその目的は不明。場合によっては仲間になることがあり、DIOを使うことができる。
カレン・ブリュン・ローズ
ナオキにDIOを託した謎の女性。長い金髪と赤いコートが特徴。オギワラが加入しないルートでは仲間になり、DIOを使うことができる。普段は穏和だが悪魔相手には荒々しい口調になることもある。人間の仲間キャラクターで最も多くの種類の武器を装備できる。
ベイツ
黒いコートの青年。トモハルにDIOを与えた人物で各陣営の内情に詳しい。正体は唯一神に代行者の監視を命じられた天使カマエルで、ルートによっては仲魔になる。
長官
未来のメガロポリスTOKYOの軍の司令官。オギワラの上司で彼を現代に送り込んだ人物。シナリオ上重要人物だが個人名は最後まで明かされず、本人も一部のルートでしか登場しない。
バエル
メガロポリスTOKYOの中枢を掌握している大物悪魔。倒した後は合体で仲魔にでき、あるルートで代行者を仲魔にするには必須となる。
四天王
四方を守護する仏教の鬼神。毘沙門天、持国天、広目天、増長天の四名で、メガロポリスTOKYOの各地に潜んでいる。手順を踏めばルートに関係なく仲魔にできる。
代行者
各属性の悪魔達を束ねるミカエル、ルシファー、サタン、ベルゼブブの四体の大物悪魔。それぞれが唯一神の一部でありその感情の体現であることから代行者と呼ばれ、作中ではルビを振ってテトラルキアとも表記される。自らが神の真の意思であると証明すべく暗躍する。全員と戦うことになるが順番はルートごとに異なり、賛同した陣営のものは条件を満たせば仲魔になる。

### IIのシステム
女神転生シリーズの流れを汲んでいるので、ステータスの能力値は同じく、強さ、体力等からなっている。レベルアップしたら、能力値を任意に振っていく。悪魔の召喚はもちろん、悪魔との会話もできる。
- 前作同様、味方ユニットは青色、敵ユニットは赤色で表示される。中立ユニットはなくなった。主人公ユニットが倒れると敗北となる点は変わらない。また新たに味方、敵ともに戦略的拠点があって、そのポイントを制圧することが勝利条件となっているが、逆に制圧されると敗北となる。
- 会話では、最もレベルの高いメインキャラのレベルが全体共通のレベルとして適用されるので（全体レベル）、それ以内であれば、自分よりもレベルの高い相手と会話ができる。
- さらにこの作品では同種族同士の会話が可能となった（例えば、妖精は妖精と、妖鬼は妖鬼と、といった具合にである）。
- 基本的には一回攻撃だが、攻撃対象との速さの差が大きいと二回攻撃できるようになっている。
- 攻撃には相性があり、それによって与えるダメージが変化する（たとえば機械系の悪魔は電撃系の魔法に弱いなど）。またユニットの間にも相性があり、それに応じてダメージが変化する（獣系の悪魔は飛行系の悪魔に対して200％の相性なのでおおむね有利に戦闘できるが、陸上系の悪魔に対しては50％の相性なので戦闘が不利になる）
- 銃、弓といった間接攻撃専用の武器が登場した。また、槍は近接、間接両方の攻撃が可能。
- 龍王は攻撃の射程が5～7と圧倒的に長い反面、接近されるとなにもできず、魔法も使えない遠距離戦専用ユニットになった。
- 主人公がどのような選択肢を選んだかによって、ルートは5パターンに分かれる。最初にオギワラとの会話でロウ、カオス、ニュートラルの3つルートに分かれ、その後ロウとカオスの二つのルートはベイツとの会話でさらにライトとダークに分かれる。またルートによっては、マップ終了後にイベントが発生し、強い悪魔が仲魔となってくれたり、強力な武器・防具がもらえることがある。
- ジェネレーターの破壊が可能となった。メインキャラをジェネレーターの上に移動させると破壊が選択できる。
- 一度クリアしたマップは再度プレイできない。
- ステージ2以降、仲間集めのためのマップが1つずつ用意されている。勝利条件がないため、1度入ると脱出しなければならないが、再度プレイが可能。
- 「えんまくだん」を用いなくても戦闘マップからの脱出が可能となったが、「えんまくだん」を用いない場合、持っているマッカを半分落としてしまう。

#### 仲魔
- DIOを使える主人公ユニットは最終的に3人に増え、それに応じてストックできる仲魔の数も増加する。1ファイルにつき15体の仲魔を持てるので、最大3ファイル45体の仲魔をストックできる。
- 下位種族の仲魔は各ファイルに1体ずつ（計3体）ストックできるが、一部の上位種族の悪魔は1体しか持つことができない。
- 仲魔は人間ユニットと同様に、成長することができる。前作での戦闘クラスは「ランク」となり、経験値が100たまるごとにランクアップし、ステータスが上昇する。すぐに成長が止まる悪魔もいれば、なかなか成長が止まらない悪魔もいる。まれに最高ランクのユニットが敵として出現するマップがあり、苦戦を強いられることがある。こうした高ランクの悪魔を仲魔にすると、ランクが0に戻ってしまう。
- CPが廃止となり、召喚のさいにマッカの代わりにマグネタイトが必要となった。
- 悪魔も種族ごとに、対応した武器、防具が装備可能になった。
- 前作の特技は「エキストラ」と名称が変わり、種類も大幅に増えた。前作と同様に一度使うと次の満月まで使用できない。ただしエキストラ「リバイバル」を用いると次のターンから使えるようになる。前作では限られた種族しか習得しなかったが、仲間となるほぼ全ての悪魔が1～3のエキストラを習得できるようになった。合体による継承も可能。
- 以下は特殊なエキストラ。
  - マインドキャッチ - 全体レベル以下の場合、月齢、属性を問わず、会話無しで無条件で仲間にできる。
  - ワンスモア - 行動済みの味方ユニット1体を行動可能にする。
  - リバイバル - 使用したエキストラの回復。
  - リターン - 離れた場所からコンピュータに戻る。
  - ダブルゲット - 経験値2倍。

#### REMIX
- 本作では悪魔合体はREMIX（リミックス）と呼ばれている。戦闘マップではFRI-DAYシステム入手後に仲魔と仲魔を重ね合わせることで、全体マップではREMIX STATION（リミックスステーション）でできる。3身合体、精霊合体も可能となり、3身合体はREMIX STATIONでできる。
- 戦闘マップで合体する場合、まれに事故が発生し（DATA ERROR）、予定外の悪魔が現れる場合があり、これをミューテーションと呼ぶ。ミューテーションには2つのタイプがあり、1つは合体後に出現する悪魔と同じ種族で、かつ1ランク高い別の悪魔が現れるタイプである。たとえば合体後に魔神フレイ（Lv.50）が現れる場合にミューテーショーンが起こると、1ランク高い別の悪魔、魔神インドラ（Lv.56）が現れる。
- もう1つは全くの突然変異で、この場合、突然変異以外では現れないレアな悪魔が出現する。突然変異で現れるのは魔神ヴィルシャナ、天魔セイテンタイセイ、女魔バステト、幻魔クヴァシル、妖魔グェル、妖精ティローッタマー、外道バックベアードの7種で、他の悪魔との合体も可能。このタイプは前述のミューテーションより起こる確率が低い。

### IIのスタッフ
- エグゼクティブプロデュース - 横山秀幸
- プロデュース - 岩田祐一
- ディレクション - 八巻良和
- システムデザイン - 三島憲一
- シナリオデザイン - 井手隆之
- タクティカルデザイン - SABU
- ゲームデザインアシスタント - こじまゆきひろ、谷川一
- メインプログラム - 小林正浩
- タクティカルプログラム - F・E・L・I・N・E
- ビジュアルプログラム - 矢部直也
- メイングラフィックデザイン - 塩哲
- マップデザイン - 佐藤勝広
- ビジュアル&エフェクトデザイン - 本堂雅史
- ビジュアル&ユニットデザイン - 渡部正久
- バトルバックグラウンドデザイン - 鈴木正勝、松田英輔
- メインサウンドクリエイト - 青木秀仁
- イベントサウンドクリエイト - 沖辺美佐紀

## RONDE －輪舞曲－
『RONDE 〜輪舞曲〜』（ロンド）は1997年10月30日に発売されたセガサターン用ソフト。キャラクターデザインは柳澤一明。
同年の11月13日に同じセガサターンで発売された『デビルサマナー ソウルハッカーズ』をアトラスのメインスタッフが開発していたため、本作はアトラスのスタッフではなく、『ラストバイブルシリーズ』や『デビルチルドレンシリーズ』の企画開発を手掛けるマルチメディア インテリジェンス トランスファー社が開発した。
32ビット機であるセガサターンで初めて発売された『魔神転生』シリーズ。
発売前に1面だけがプレイできる体験版が大量に配布された際、未完成としか思えないポリゴンモデル、戦闘シーンでの素人の演技としか思えない掛け声など散々な出来で、多数のプレイヤーが予約をキャンセルする事態となった。

### RONDEのストーリー
2008年、T大学の調査隊はアステカ文明の遺跡からクリスタルでつくられた彫像を発見した。この発見は夏に東京国立博物館のアステカ遺跡展で公開され、主人公の飛鳥は弟の聡、友人の慶太、桜子とともに見学に訪れた。ところが突然、クリスタルの彫像が悪魔モレクとして実体化し、聡を連れ去ってしまう。飛鳥は聡を救うために悪魔との戦いに身を投じていく。

### RONDEのシステム

#### 経験値
戦闘で得られる経験値にはEXP（通常の経験値）およびTRN（トレーニングポイント）の2種類がある。
EXP
100たまるごとにレベルアップし、パラメーターを振り分けることが出来る。ただし仲魔の場合はパラメーターを振り分けることが出来ない。
TRN
100たまるごとにランクアップし、所持できるマグネタイトの量、移動力、契約できる仲魔の数、サモンエリアの範囲、仲魔の場合は使用できるアルカナ（特殊能力）の回数などが上昇する。敵ユニットを攻撃した時や反撃を受けた時に獲得する。止めの一撃の時には獲得しない。

#### 仲魔
会話
戦闘での会話コマンドがなくなった。会話は悪魔を倒したときにランダムで発生する。ただし間接攻撃で倒した場合には会話は発生しない。悪魔と契約することが出来るコンダクターとしての能力を持つ者は、それぞれ契約可能な悪魔との場合のみ100パーセントの確率で会話が発生する。
アルカナ
前作の仲魔の持つ特殊能力エキストラは、本作ではアルカナと呼ばれ、ステータス画面で所持しているアルカナの確認が出来るようになった。また使用回数が0の状態でも合体による継承が可能となったが、継承のための合体コマンドを選択しなければならなくなった。
STOCK
仲魔の初期状態。
CONTRACT
コンダクター能力者はそれぞれ特定の種族の仲魔と契約することで、仲魔の持つ魔法を1つだけ使用できるようになる。また戦闘のさいに仲魔を召喚し、自分の代わりに敵を攻撃させることができる。戦闘で契約した悪魔の魔法を使ったり、召喚して戦わせると仲魔の忠誠度が上昇する。
UNIT
忠誠度が50以上の仲魔は、ユニット化することで、ともに戦闘で戦うことが出来る。ユニット化するさいにニックネームをつけることが出来るが必ずしも必要ではない。ユニット化した仲魔はアイテムが装備可能となり、戦闘で経験値を得ることでレベルアップ及びランクアップする。戦闘では一定のマグネタイトを持ち、その分だけ行動が出来る。そのため、なくなった場合は他のユニットからマグネタイトを分けてもらわなければ行動できない。また戦闘後はこまめにマグネタイトを補給する必要がある。

#### REMIX
基本は変わらないが、戦闘フィールドでの合体が出来なくなったほか、新要素が追加された。
ABSORB
これまでは特殊能力の継承は合体のさいに自然に行われていたが、本作ではこの合体コマンドを使うことによって継承させることができるようになった。ただし吸収される側の仲魔は消滅してしまう。
INJECT
仲魔と武具とを合体させ、より強い武具をつくることができる。合体できる仲魔と武具の種類は決まっている（たとえば妖精は刀剣類）。封印された仲魔は消滅するほか、封印によってできた武具には使用回数があり、使用回数がなくなると元の武具に戻る。
CLONE／INSTALL
仲魔をリミックスステーションに登録すると、登録した悪魔をその後何度でも複製して仲魔にすることができる。ただし登録に用いた仲魔は消滅する。また複製のさいにはその悪魔のレベル×100のゴールド（本作の通貨）が必要。
CREATE
悪魔の遺伝子の入ったカプセル同士を合体させることで全く新たな悪魔をつくることができる。

### RONDEの登場人物
弥勒 飛鳥（みろく あすか）
本作の主人公。コンダクター能力があり、後にセラフ、霊鳥、地母神、龍神、幻魔、魔神と契約できるようになる。
松本 慶太（まつもと けいた）
飛鳥の友人。筋肉の塊のような巨体の持ち主。
早乙女 桜子（さおとめ さくらこ）
飛鳥の友人。知的で古風な容姿の女性である。
ジョーカー
飛鳥の愛犬で、すでに悪魔化した状態になっている。
チャーリー・ワッツ
イギリス人。ケルト文明の研究家で王立アカデミーの会員。代々木公園での戦闘後に仲間となる。コンダクター能力を持ち、幻魔、妖精、地霊と契約できる。
ムハマド
巨漢の黒人。過去の記憶がないが、なぜか数学に関して博学な知識がある。有明ネオコーストシティでの戦闘後に仲間となる。
麗華（れいか）
美人のタロット占い師。新宿でトラブルに遭遇しているところを飛鳥に助けられ、仲間となり、好意を寄せる。コンダクター能力を持ち、地母神、女神、鬼女と契約できる。
マリア・ワーウィック
海兵隊所属のマシーンオペレーター。仮想空間で飛鳥たちとともに戦い、後にウィリーあるいはソロモンとともに仲間となる。
ウィリー・モンテスマ
グリーンベレー部隊所属。横須賀の米軍基地での戦闘後、マリアとともに仲間となる（ソロモンと選択）。コンダクター能力を持ち、霊鳥、聖獣、魔獣と契約できる。
ソロモン
立川の神父。立川での戦闘後、マリアとともに仲間とある（ウィリーと選択）。コンダクター能力を持ち、セラフ、天使、堕天使と契約できる。
シスオペ
吉祥寺でショップを営む勘太郎の息子。沢木とは古い友人。川崎のネットシステム社の社員。仮想空間で飛鳥たちと戦った後、仲間となる。コンダクター能力を持ち、魔神、鬼神、妖魔と契約できる。
勘太郎（かんたろう）
吉祥寺のショップの店主で、シスオペの父。生粋の江戸っ子。ゲーム内ではショップオヤジとも呼ばれている。コンダクター能力を持ち、龍神、竜王、邪龍と契約できる。
エスパーベイビー
天から降臨した大天使ルシフェルを宿した赤子。超能力で宙に浮遊して移動する。
アザエル／リリム
ともに悪魔。リリムがさらわれたため、アザエルはネオコーストシティを攻撃するが飛鳥に敗れ、仲魔となる。後にリリムも合流し、仲魔となる。
弥勒 聡（みろく さとし）
飛鳥の弟。アステカ文明の遺跡展を訪れたさい、出現した悪魔モレクにさらわれる。
沢木 秀雄（さわき ひでお）
T大学の講師。シスオペとは古い友人。大学に進学後、理論物理学の博士号を取るが考古学に目覚め、現在は安藤教授の助手をしている。飛鳥たちに協力してくれたりする。今回の悪魔事件を独自に調査する。
安藤（あんとう）
アステカ文明の遺跡からクリスタル像を発見した教授。クリスタル像に刻まれていた文字をT大学のスーパーコンピュータで解析したことが今回の悪魔事件の発端だが、なぜかそのデータを公表しようとしない。トンプソンという謎の男と行動している。
トンプソン
博物館で聡に話しかけてきた謎の男。ネオコーストシティに研究所を持ち、悪魔の遺伝子を研究してその合成法を発見した。今回の悪魔事件の陰で暗躍している。
サタデー
リミックスステーションの疑似人格。全身黄金のメタリックな姿をしている。合体作業に応じてくれる半面、勝手に悪魔を作り続けるという謎の行動を取る。

### RONDEのスタッフ
- エグゼクティブプロデューサー - 横山秀幸
- プロデューサー - 岩田祐一、ポン高橋、柴田達二郎
- ゲームデザイン - 石岡信寛、江良哲智
- シナリオ - 志羽貴司
- キャラクターデザイン - 柳澤一明
- モンスターデザイン - 中村久男
- プログラマー - 陳奇明、ひろたすすむ、三間規公、斎藤信弘
- グラフィックデザイナー - 中村純子、林茂樹、鈴木智満、さいとうたけし、たにぐちまさる、いいむらたかし、瀬高智恵子、上本昌隆
- CGデザイン - 南條孝幸、しもだまなぶ、もりゆきよし、菅山勝、木村史博、こばやしりょうへい、きたむらかおる
- サウンドプロデュース - T's MUSIC
- サウンドディレクター - 佐藤剛
- ミュージック - CHAMY、野村教裕

## 携帯電話アプリ版

### 魔神転生 blind thinker
『魔神転生 blind thinker』（まじんてんせい ブラインド・シンカー）は、iアプリ、S!アプリ、EZアプリ向けにそれぞれ2007年7月11日、8月15日、11月1日に配信されたシミュレーションRPG。
『魔神転生』第一作をベースにした外伝。マップ画面や戦闘画面などはほぼ『魔神転生』そのまま。マルチエンディングを採用している。
ジー・モードが展開しているフィーチャーフォン用ゲーム復刻プロジェクト「G-MODEアーカイブス+」のソフトとして、Nintendo Switch/Steam版が2023年11月16日に発売された。

### 魔神転生 blind thinker II
『魔神転生 blind thinker II』は、iアプリ、S!アプリ、EZアプリ向けにそれぞれ2008年3月24日、5月14日、8月21日に配信された。
前作と同じく『魔神転生』第一作をベースにしている。前作と同じくマルチエンディングである。タイトルが紛らわしいが『魔神転生II SPIRAL NEMESIS』のアプリ版というのは間違い。

## 漫画版
『魔神転生』を原作とした漫画がスクウェア・エニックス（当時 エニックス）の漫画雑誌『月刊Gファンタジー』、および角川書店 のゲーム雑誌『マル勝スーパーファミコン』で連載された。前者の著者は上田信舟、後者は冬凪れくである。

### 上田信舟版
『魔神転生　THE TRUE REMEMBRANCE』は、エニックスの『月刊Gファンタジー』にて1994年4月号から1996年8月号にかけて連載された。全5巻。『Gファンタジー』初期の漫画の1つで、本来は全3巻で完結するはずだったが、好評のため連載が継続された。上田信舟の解釈により、原作とは異なる人物像で描かれている。また登場する悪魔たちは、デザインを含めて概ね原作に従っている。

#### ストーリー
1990年代後半に起こった大戦後、日本は新首都の建設に乗り出したが、群発する地震が原因で都市の荒廃は日に日に広がっていた。ときを同じくして人々の間では悪魔の噂が絶えずささやかれるようになっていた。そんなとき、主人公のもとに警告とともに悪魔召喚プログラムが届く。

#### 登場人物
都築 敦也（つづき あつや）
本作の主人公。父を早くに亡くし、忙しい母に代って妹である澪の面倒を見てきた。妹が悪魔にさらわれたことをきっかけに、悪魔との戦いに身を投じていく。とある高位の神霊を身に宿している。
ミオ
記憶喪失で、名前以外はほとんど何も覚えていない。街をさまよっていたところを佐田研究所に捕われたが、主人公に助け出される。常人をはるかに超える魔力を秘めていることなど、謎が多い。
エティエンヌ・アルフォンス・ラ・フレーシュ
天使と呼ばれるフランス人の少年。調査のために日本を訪れる。強い正義感の持ち主だが、それが災いとなって人間に対する失望が大きい。しかし主人公と出会ってまだ自分があきらめていないことを発見し、戦いに加わった。人付き合いが苦手。理屈っぽく、冷徹に徹するきらいがある。
南 一輝（みなみ いっき）
自衛隊の一等陸佐。悪魔討伐の部隊を指揮していたが武蔵野樹海で全滅したところを、主人公たちに助けられ、行動をともにする。
トト
邪教の館の主人に仕える悪魔で、少年の人形の姿をしている。主人公を邪教の館まで案内した後、行動をともにする。多種多様なアイテムを用いてサポートする。エティエンヌが苦手。
都築 澪（つづき みお）
敦也の妹。幼いころは病弱で、今も体は弱い。悪魔にさらわれ、佐田研究所から生贄として魔界に送られたが、後に助け出される。ある高位の神霊を身に宿している。作者によれば当初は死ぬ予定だった。

### 冬凪れく版
角川書店の『マル勝スーパーファミコン』にて、1994年から1995年にて連載されていたが、単行本化はされていない。

### RONDE
講談社の『コミックボンボン』新春増刊号（1997年）に掲載された『RONDE －輪舞曲－』の短編。著者はMEIMU。